# Kazimierz Saukum
Kazimierz Saukum (ur. 1900 w Łucku) – oficer Informacji Wojskowej ludowego Wojska Polskiego. 

## Życiorys
W latach 1933–1943 pełnił służbę w jednostkach Ludowego Komisariatu Spraw Wewnętrznych. W latach 1943–1944 był zastępcą szefa Oddziału Kontrwywiadu „Smiersz” 41 Korpusu Strzeleckiego 3 Armii Frontu Białoruskiego.
Od listopada 1944 zajmował stanowisko zastępcy szefa Wydziału Informacji 2 Armii Wojska Polskiego, następnie szefa Oddziału Informacji 3 Dywizji Piechoty Wydziału Informacji 1 Armii Wojska Polskiego.
Od 1 lipca 1945 w stopniu podpułkownika pierwszy szef Zarządu Informacji Korpusu Bezpieczeństwa Wewnętrznego (od 22 października 1945 Zarząd Kontrwywiadu Wojsk Bezpieczeństwa Wewnętrznego i Milicji Obywatelskiej, następnie od 1 lutego 1946 Zarząd Informacji Korpusu Bezpieczeństwa Wewnętrznego i Milicji Obywatelskiej i kolejno od 8 marca 1946 na powrót Zarząd Informacji KBW), do 15 marca 1948.
16 lipca 1946 w stopniu pułkownika odznaczony Złotym Krzyżem Zasługi.